# Mahaut
Mahaut é uma cidade de Dominica localizada na paróquia de Saint Paul.

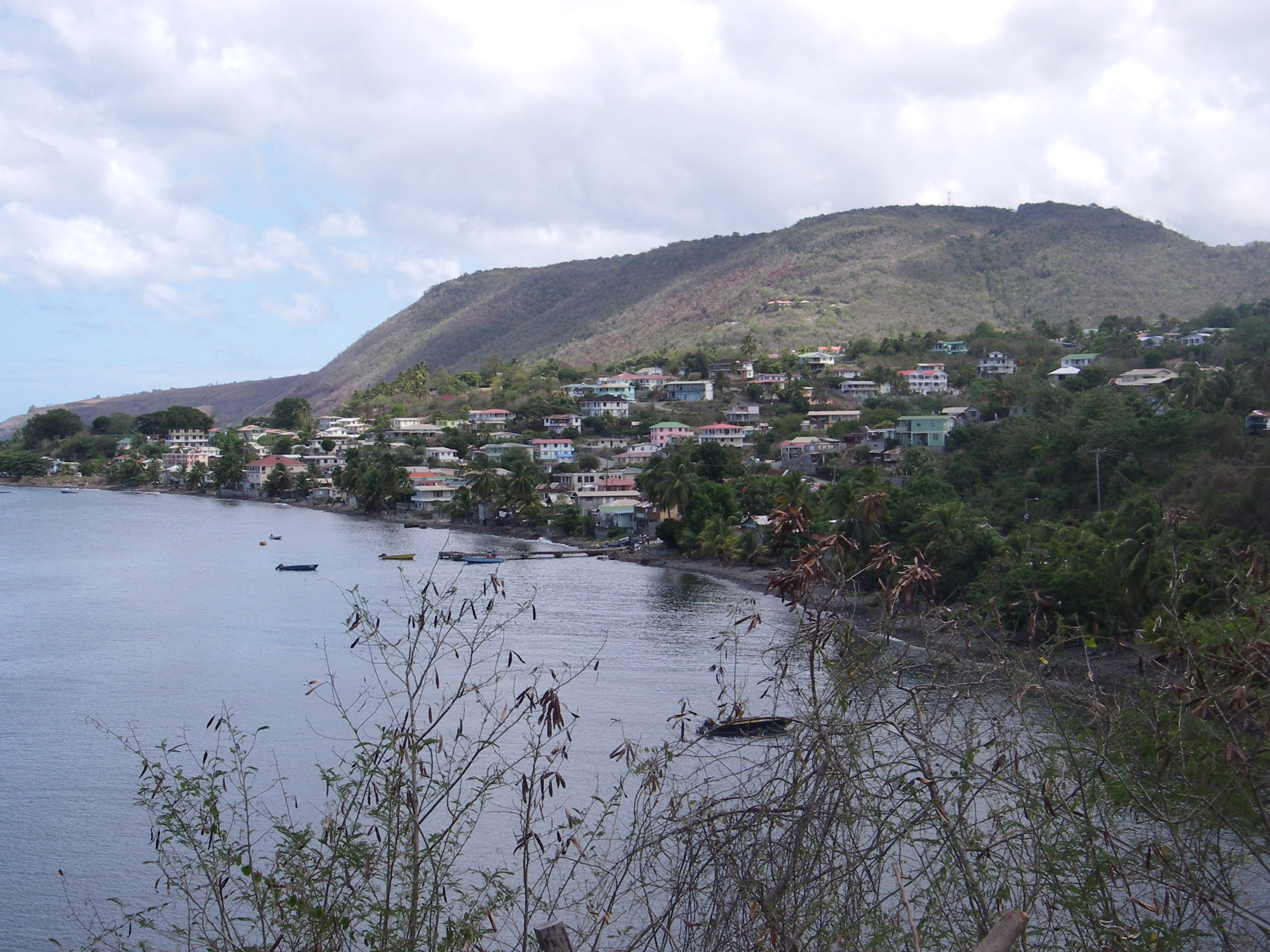
Vista de Mahaut